# Japonaiserie
Japonaiserie (en español japonisería) fue el término usado por el pintor holandés del género post-impresionista Vincent van Gogh para referirse a la influencia del arte japonés o japonismo en Europa y en su propia obra.
Antes de 1854 el comercio con Japón fue delimitado a un monopolio holandés y los productos japoneses importados a Europa eran en su mayoría de porcelana y laca. La Convención de Kanagawa marcó un fin para los 200 años de una política exterior japonesa recluida y abrió un vasto comercio entre Japón y Occidente.
Artistas tales como Manet, Degas y Monet, seguidos por Van Gogh, comenzaron a recolectar grabados en madera a color de bajo precio llamados grabados ukiyo-e. Por un tiempo Vincent y su hermano Theo negociaron con estos grabados y finalmente reunieron cientos de ell(actualmente conservados en el museo Van Gogh, Ámsterdam).
En una carta dirigida a Theo su remitente Vincent el 5 de junio de 1888 le comentó
Sobre nuestra estancia en el sur, aún si es más costoso — Mira, nosotros amamos la pintura japonesa, hemos experimentado su influencia — todos los impresionistas tienen eso en común — [así que por qué no vamos a Japón], en otras palabras, a lo que es equivalente de Japón, el sur? Sigo creyendo que el futuro de las nuevas artes después de todo es el sur.
Un mes después el escribió,
Todo mi trabajo está basado en cierta medida en el arte japonés...

## Influencia del arte japonés en Van Gogh
El interés de Van Gogh por el arte japonés del grabado ukiyo-e data del tiempo en que vivió en Arnhem donde también se interesó en la teoría del color por Delacroix en la cual se basó para decorar su estudio.
Uno de los dichos usados por De Goncourt era ‘Japonaiserie para siempre’. Bueno, estos muelles [en Arnhem] son un gran ejemplo de Japonaiserie, fantásticos, singulares, extraños ... Quiero decir, las figuras están en movimiento siempre, uno los ve con ajustes peculiares, todos fantásticos, y contrastes muy interesantes continúan apareciendo por su propia voluntad.
Durante su siguiente estancia en París, donde el japonismo se había convertido en una moda que influenciaba el trabajo de los impresionistas, el comenzó a coleccionar grabados ukiyo-e y eventualmente comerciar con ellas junto con su hermano Theo. Durante ese periodo el hizo tres copias de estampados ukiyo-e, The Courtesan y los dos estudios después de Hiroshige.
Van Gogh desarrolló e idealizó la concepción de los artistas japoneses lo que culminó en Casa Amarilla en Arlés y en un intento de formar una colonia de arte utópica en ese mismo lugar junto con Paul Gauguin.
Su entusiasmo por el arte japonés había menguado para julio de 1888 en favor del impresionismo
Afortunadamente, conocemos más sobre los franceses-japonenses, los impresionistas. Eso es definitivamente lo esencial.
Entonces el arte japonés, propiamente dicho, con un lugar asegurado en colecciones, ya imposible de encontrar en el mismo Japón, se está convirtiendo en un interés secundario.
El comercio de Van Gogh con grabados ukiyo-e lo puso en contacto con Siegfried Bing quien era distinguido en la introducción del arte japonés en el occidente y tiempo después en el desarrollo del Modernismo.
Los rasgos característicos de los grabados ukiyo-e incluyen sus ordinarios temas, el distintivo corte en sus composiciones, contornos audaces, una perspectiva inusual o ausente de la misma, regiones planas de color uniforme, iluminación uniforme, ausencia de claroscuro, y su énfasis en los patrones decorativos. Uno o más de estos rasgos pueden ser encontrados en varias de las pinturas de Vincent desde su periodo en Amberes en adelante.

## La cortesana (después Eisen)

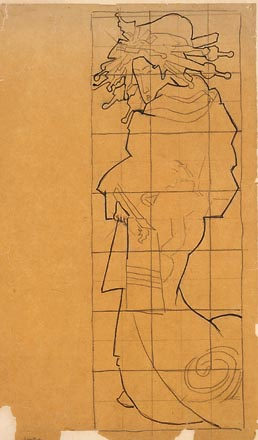
Trazos de Vincent van Gogh para el estampado de la cortesana

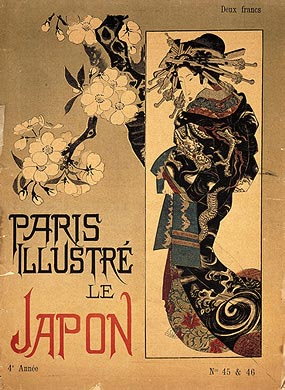
Portada del Paris Illustré "Le Japon" vol. 4, mayo de 1886, no. 45-46

La edición de Paris Illustré en mayo de 1886 fue dedicado a Japón con texto por Tadamasa Hayashi quien pudo haber inspirado la noción de Van Gogh sobre el arte utópico de los artistas japoneses:
"Sólo piensa en esto; acaso no es casi una nueva religión lo que estos japoneses nos enseñan, quienes son tan simples y viven en la naturaleza como si ellos mismos fueran flores?"
"Y nosotros no podríamos estudiar el arte japonés, o eso me parece, sin ponernos más felices y alegres, haciéndonos regresar a la naturaleza, a pesar de nuestra educación y trabajo en un mundo de costumbres."
La portada lleva una imagen inversa de un bloque de madera a color por Keisai Eisen que representa una cortesana japonesa o una Oiran. Vincent trazó esta imagen y la alargó para crear su pintura.

## Copias de grabados provenientes de Hiroshige
Van Gogh hizo copias de dos grabados hechos en Hiroshige. El alteró sus colores y agregó bordes llenos de caracteres caligráficos que tomó de otros estampados.

## Ejemplos de grabados ukiyo-e
- Eisen: El banquete de las siete hierbas, bloque de madera a color, State Hermitage Museum, St. Petersburg (enlace roto disponible en Internet Archive; véase el historial, la primera versión y la última).
- Eisen: (varios) (1832), bloque de madera a color, Connecticut College, Connecticut
- Eisen: Edo... shibai-machi kaomise no zu, bloque de madera a color, Museum of Fine Arts, Boston
- Hiroshige: Ducha repentina sobre Atake (1857), bloque de madera a color, Brooklyn Museum, New York
- Hiroshige: Raíces de ciruelo, Kameido (1857), bloque de madera a color, Brooklyn Museum, New York
- Hiroshige: Arces en Mama, templo Tekona (1857), , Brooklyn Museum, New York
- Hiroshige: Ushimachi, Takanawa (1857), bloque de madera a color, Brooklyn Museum, New York
- Hiroshige: Fuegos artificiales en Ryōgoku (1857), bloque de madera a color, Brooklyn Museum, New York

### En Reino Unido
- Hiroshige: Yui, Pico de Satta, bloque de madera a color, British Museum, London
- Hiroshige: (varios), bloque de madera a color, Whitworth Art Gallery, Manchester (enlace roto disponible en Internet Archive; véase el historial, la primera versión y la última).
- Hokusai: Abe No Nakamaro, bloque de madera a color, Fitzwilliam Museum, Cambridge
- Hokusai (attrib.): El baile Shishi-Mai, bloque de madera a color, Royal Academy of Arts, London
- Hokusai: Dragón ascendiendo el Monte Fuji, bloque de madera a color, British Museum, London
- Sharaku: Los actores de Nakamura Wadaemon y Nakamura Konoz, bloque de madera a color, British Museum, London
- Utamaro: Niña en su baño con dos mujeres ayudantes y un hombre admirador, bloque de madera a color, Birmingham Museums and Art Gallery, Birmingham
- Utamaro: Mujer cosiendo, bloque de madera a color, British Museum, London
- Utamaro: Libro de imágenes de reptiles (1788), bloque de madera a color, Fitzwilliam Museum, Cambridge

## Trabajos ilustrativos de Van Gogh
- Casas vistas desde atrás (1885, Antwerp), óleo en lienzo, Van Gogh Museum, Amsterdam
- La cortesana (1887), óleo en lienzo, Van Gogh Museum, Amsterdam
- El puente en la lluvia (después de Hiroshige), (1887), óleo en lienzo, Van Gogh Museum, Amsterdam
- Árbol de ciruelo floreciendo (después de Hiroshige), (1887), óleo en lienzo, Van Gogh Museum, Amsterdam
- Ramillete de flores de almendra en vidrio (1888), óleo en lienzo, Van Gogh Museum, Amsterdam
- La recámara (1888), óleo en lienzo, Van Gogh Museum, Amsterdam
- Barcos de pesca en la playa Saintes-Maries-de-la-Mer (1888), óleo en lienzo, Van Gogh Museum, Amsterdam
- El peñón de Montmajour con árboles (1888), pluma y cepillo, Van Gogh Museum, Amsterdam
- El puente Langlois (1888), óleo en lienzo, Van Gogh Museum, Amsterdam
- La cosecha (1888), óleo en lienzo, Van Gogh Museum, Amsterdam
- El sembrador (1888), óleo en lienzo, Van Gogh Museum, Amsterdam
- Florecimiento de almendros (1890), óleo en lienzo, Van Gogh Museum, Amsterdam

### En Reino Unido
- Silla de Vincent con pipa (1888), óleo en lienzo, National Gallery, London
- Girasol (1888), óleo en lienzo, National Gallery, London